# Islas Salomón en los Juegos Olímpicos de Seúl 1988
Las Islas Salomón estuvieron representadas en los Juegos Olímpicos de Seúl 1988 por cuatro deportistas masculinos que compitieron en cuatro deportes.
El equipo olímpico salomonense no obtuvo ninguna medalla en estos Juegos.